# Alluvione di Pontedera del 4 novembre 1966
Il 4 novembre 1966, Pontedera, come molte altre città della Toscana tra cui notoriamente Firenze, fu colpita da una tragica alluvione, l'ultima di una lunga serie di inondazioni che hanno funestato la città nel corso dei secoli. Proprio per evitare il rinnovarsi di simili episodi in quello stesso periodo si stava costruendo il canale Scolmatore dell'Arno.

## Le ore prima dell'alluvione
Il giorno 3 novembre il fiume Era raggiunge il limite di piena. L'Arno, ormai non più in grado di ricevere le acque dell'affluente, inizia a crescere al ritmo di un metro l'ora.
La notte tra il 3 e 4 novembre si teme che l'Arno possa rompere gli argini. La mattina del 4 giunge la notizia della tracimazione dell'Arno a Firenze e Pontedera si prepara a ricevere l'ondata di piena. Il 4 novembre è giornata festiva, ma le celebrazioni tenutesi al mattino per commemorare la vittoria nella prima guerra mondiale si concludono in gran fretta senza che peraltro la popolazione sia stata avvisata del pericolo. Solo verso mezzogiorno il sindaco Giacomo Maccheroni decide di allertare la cittadinanza al pericolo imminente facendo diramare un annuncio tramite altoparlanti. Poco dopo l'Arno inizia a tracimare nonostante gli sforzi del Genio civile di contenere le acque.
Le spallette del fiume lungo la Tosco-Romagnola cominciano a cedere e si teme una rottura imminente all'altezza di via Saffi.

## L'Era rompe gli argini
Contrariamente alle aspettative la temuta rottura degli argini dell'Arno non avviene; a travolgere la città sarà invece l'Era, che alle ore 14.30 rompe gli argini in località Montagnola. Si ritiene che l'esondazione possa essere stata favorita dall'ostacolo al deflusso dei detriti rappresentato dal vicino ponte della ferrovia.
In breve tempo la maggior parte della città viene sommersa dalle acque limacciose dell'affluente e verso le 18 viene registrato il livello massimo di 13 metri sul livello stradale. La città rimane per l'intera giornata e per tutta la notte successiva completamente isolata e senza corrente elettrica. Il giorno seguente i vigili del fuoco non riescono a raggiungere l'ospedale a causa della forza della corrente. Solo in tarda serata le acque iniziano a defluire, permettendo alla popolazione di uscire in strada.

## I danni dell'alluvione
Fortunatamente non furono registrati morti o feriti ma solo danni materiali. Il 78% delle imprese cittadine subì danni di entità variabile; tra queste anche la Piaggio, che dovette nuovamente riprendersi dopo i pesanti danni subiti nell'ultima guerra. I danni agli stabilimenti Piaggio furono contenuti grazie anche all'intervento degli operai dell'azienda, che misero in salvo i macchinari prima della tracimazione analogamente a quanto avvenuto nel periodo bellico quando le attrezzature produttive furono trasferite in luogo sicuro per proteggerle dai bombardamenti. Appena un mese dopo l'inondazione la Piaggio riprese la produzione e un anno dopo lanciò sul mercato il famoso ciclomotore Ciao.

## Galleria d'immagini

Il corso visto dal ponte Napoleonico
L'attuale piazza Gronchi